# 메시에 62
M62(NGC 6266)는 뱀주인자리에 있는 구상 성단이다. 1771년 6월 7일 샤를 메시에가 발견하여 메시에 천체 목록에 추가하였다.
M62는 지구에서 약 22,500 광년 떨어져 있으며, 시직경은 15분으로 약 100 광년에 걸쳐 분포되어 있다. 겉보기 등급은 +7.39등급이고, 시선 속도는 -68.0km/s이다.

## 같이 보기
- 메시에 천체 목록